# Masahiro Kotaka
Masahiro Kotaka (小高正宏?, Kotaka Masahiro; Prefettura di Hyōgo, 18 febbraio 1960) è un ex sollevatore giapponese.

## Carriera
Ha partecipato alle Olimpiadi di Los Angeles 1984 nella categoria dei pesi gallo (fino a 56 kg.), vincendo la medaglia di bronzo con 252,5 kg. nel totale, alle spalle dei cinesi Wu Shude (267,5 kg.) e Lai Runming (265 kg.) e precedendo il connazionale Takashi Ichiba per soli 2,5 chilogrammi. In quell'edizione, la competizione olimpica era valida anche come Campionato mondiale.
Al termine dell'attività agonistica Kotaka è diventato un insegnante di educazione fisica, restando nell'ambiente della sua disciplina sportiva e diventando anche Presidente dell'Associazione di sollevamento pesi della sua Prefettura natale.